# Ariadna ipojuca
Espèce
Ariadna ipojuca est une espèce d'araignées aranéomorphes de la famille des Segestriidae.

## Distribution
Cette espèce est endémique du Pernambouc au Brésil,. Elle se rencontre à Ipojuca.

## Description
Le mâle holotype mesure 5,84 mm.

## Étymologie
Son nom d'espèce lui a été donné en référence au lieu de sa découverte, Ipojuca.

## Publication originale
- Giroti & Brescovit, 2018 : The taxonomy of the American Ariadna Audouin (Araneae: Synspermiata: Segestriidae). Zootaxa, no 4400(1), p. 1-114.